# Бескровнов Петро Максимович
Петро Максимович Бескровнов (22 вересня 1900, село Липовка Миколаївського повіту Самарської губернії, тепер Духовницького району Саратовської області, Росія — 28 травня 1955, місто Ростов-на-Дону, РРФСР, СРСР) — радянський військовий діяч, генерал-лейтенант артилерії (31.05.1954). Кандидат у члени ЦК КПУ в 1954—1955 роках.

## Біографія
З 1918 року — у Червоній армії. Учасник громадянської війни в Росії, воював червоноармійцем на Східному фронті.
У 1923 році закінчив 4-у Київську артилерійську школу. Служив у артилерійських військах.
Член ВКП(б) з 1925 року.
У 1929 році закінчив артилерійські курси вдосконалення командного складу. Служив на командних і штабних посадах в зенітній артилерії. У 1936 році закінчив курси вдосконалення командного складу зенітної артилерії РСЧА.
У 1938 — 1940 р. — тимчасовий виконувач обов'язків начальника штабу, начальник артилерії 3-го корпусу Протиповітряної оборони (ППО). У 1940 — 1941 р. — заступник командира 3-го корпусу ППО Закавказької зони ППО.
Учасник німецько-радянської війни з 1941 року. У жовтні — грудні 1941 р. — командувач Куйбишевського району ППО. У грудні 1941 — квітні 1942 р. — командувач Бакинського корпусного району ППО. У квітні 1942 — березні 1945 р. — командувач Бакинської армії ППО.
У березні 1945 — 1947 р. — командир 8-го корпусу ППО Південно-Західного фронту ППО, заступник командувача військ Південно-Західного округу ППО.
У 1947 — 1949 р. — начальник штабу — 1-й заступник командувача військ Далекосхідного округу ППО. З 1949 року — командувач військ ППО Комсомольсько-Хабаровського району.
У 1951 році закінчив Вищі академічні курси при Вищій військовій академії імені К. Є. Ворошилова.
У 1951 — вересні 1952 р. — заступник командувача військ ППО Бакинського району.
У вересні 1952 — серпні 1954 р. — командувач військ ППО Донбаського району.
У серпні 1954 — травні 1955 р. — командувач Північно-Кавказької армії ППО.
Похований у Ростові-на-Дону на Братському цвинтарі.

## Військові звання
- генерал-майор артилерії (3.05.1942)
- генерал-лейтенант артилерії (31.05.1954)

## Нагороди
- орден Леніна (1945)
- три ордена Червоного Прапора (1943, 1944, 1948)
- орден Вітчизняної війни 1-го ст. (1944)
- орден Червоної Зірки (1943)
- медалі